# Trident Juncture 2018

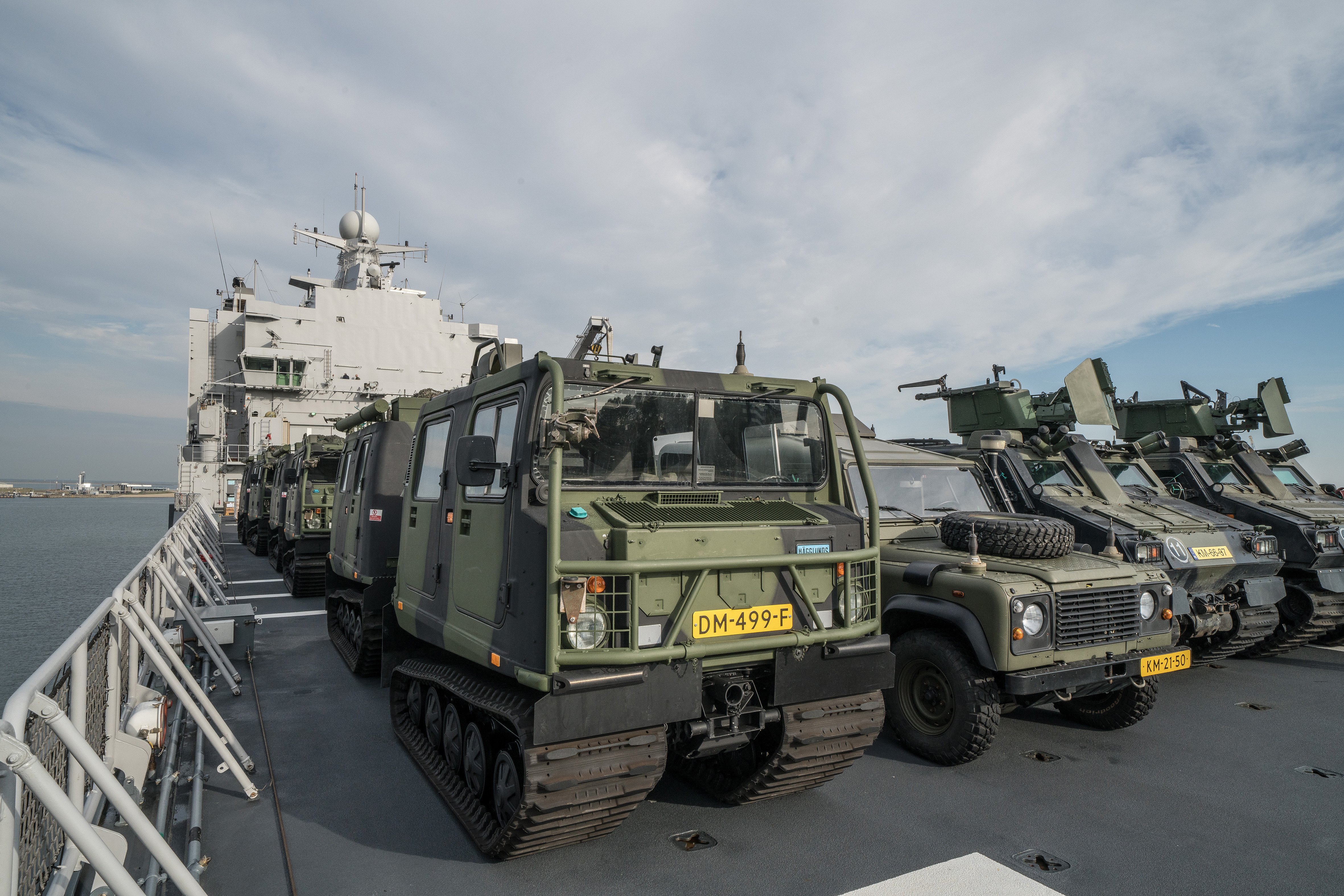
Trident Juncture 2018

Trident Juncture 2018 förkortad TRJE18, är en NATO-ledd militärövning som hålls i norra Norge mellan den 25 oktober till den 7 november 2018. Övningen kommer att vara den största i sitt slag i Norge sedan Kalla krigets slut 1991. 40 000 deltagare från 30 nationer kommer att delta, inklusive 10 000 fordon, 120 flygplan och 70 fartyg. Sverige deltar med 2 200 personer, två Visby-klass korvetter, fyra JAS  9 Gripen-plan, en mekaniserad armébrigad med förstärkning av två infanterienheter, en från Finland och en från USA. Svenska stabs- och hemvärnspersonal deltar i Norge. Norrbottens flygflottilj (F 21) i Luleå kommer att vara en bas för amerikanska F-16 plan. Övningen kommer huvudsakligen att äga rum i centrala och östra delar av Norge samt luft- och havsområden i Norge, Sverige och Finland. Trident Junctures huvudsyfte är att utbilda NATO:s svarsstyrka och att testa alliansens försvarsförmåga. För Norge testar övningen landets förmåga att ta emot och hantera allierat stöd. Övningen handlar om att Norge utsätts för ett angrepp av en främmande stat och därmed kräver ett svar från NATO.

### Översättningar
Den här artikeln är helt eller delvis baserad på material från engelskspråkiga Wikipedia, Trident Juncture 2018, 2 september 2018.